# Clélia Coutzac
Clélia Coutzac, née le 30 avril 1985 à Bordeaux, est une gymnaste artistique française.
Elle est médaillée de bronze par équipe et aux barres asymétriques aux Jeux méditerranéens de 2001 à Tunis ; elle est championne de France du concours général de gymnastique artistique en 2001.